# Monasterio Tango
El monasterio Tango es un edificio budista ubicado a 14 kilómetros al norte de Timbu, capital de Bután, cerca de la montaña Cheri. Phajo Drugom Zhigpo (c. 1184-1251) fundó la institución en el siglo XIII y Tenzin Rabgye, el cuarto gobernante temporal en 1688, construyó la edificación en su forma actual. En 1616, el lama tibetano Shabdrung Ngawang Namgyal meditó en la cueva del recinto. Hayagriva, deidad del monasterio, da nombre al lugar (tango en dzongkha significa «cabeza de caballo»). El cuerpo sigue las enseñanzas de la escuela de budismo tibetano Drukpa Kagyu.

## Historia
Según una leyenda local, Phajo Drugom Zhigpo, seguidor de las enseñanzas de Dodeyna, que se encontraba de visita en este lugar durante su misión docente, escuchó el relincho de un caballo que venía de la dirección del actual monasterio. Al mismo tiempo, fue testigo de un acantilado en la forma del dios Tandin (cabeza de caballo o Hayagriva) envuelto en llamas. La deidad que apareció ante Zhigpo profetizó que en el lugar estaba destinado a albergar un monasterio para la meditación. La profecía también mencionó que Zhigpo se casaría con la dakini, Khando Sonam Peldon y establecería la escuela Drukpa en Bután. La historia más antigua que se remonta a esta ubicación narra que cuando Padmasambhava, en una visita al lugar en el siglo VIII, identificó el entorno como una representación de Hayagriva o cabeza de caballo.
Shabdrung Ngawang Namgyal emigró del Tíbet a Bután en 1616 a la edad de 23 años; fue atacado por el ejército tibetano (enviado por su enemigo Deb Tsangpa). Sin embargo, sometió a sus atacantes y finalmente se sumergió en la meditación en las cuevas del monasterio Tango. Meditó profundamente y realizó el ritual tántrico de Gempo en la cueva de la institución. La historia popular narra que con estos poderes espirituales, el Shabdrung provocó la aniquilación de la dinastía de Deb Tsangpa del Tíbet. En consecuencia, celebró esta victoria escribiendo sobre sus logros componiendo el Nga Chudugma o Mis dieciséis logros. También se narra que renombró el monasterio como Duduel Phug y regresó a la caverna para continuar su meditación, pero fue atacada por unos enemigos. Namgyal consiguió sobrevivir, hecho tomado como un milagro por sus seguidores. Durante este período, Tenpai Nima, su padre, falleció, por lo que decidió incinerar su cuerpo en la cueva del monasterio.
Gyalse Tenzin, como 4º gobernante temporal, reconstruyó el edificio en su forma actual en 1688 y 1689. El monasterio, construido con 12 esquinas, presenta una torre central de galería de 3 pisos. Se amplió aún más en los siglos XVIII y XIX. A finales del siglo XIX, Shabdrung Jigmre Choegyal instaló un techo dorado, y en 1977, Ashi Kesang Wangchuck restauró la estructura de la edificación. El monasterio fue renovado nuevamente a mediados de la década de 1990 y actualmente es la residencia del séptimo Tri Rinpoche, una joven encarnación de Tenzin Rabgye. En la actualidad se gestiona como una escuela monástica de educación superior.

## Arquitectura
El monasterio Tango está construido al estilo de un dzong y presenta una pared exterior curva (semicircular) característica y una torre principal prominente con huecos. Cubre las cuevas donde originalmente los santos realizaban meditación y milagros desde el siglo XII. Detrás de las ruedas de oración hay pizarras grabadas, mientras que dentro del patio hay una galería que ilustra a los líderes del linaje Drukpa Kagyu.

### Cuevas
Las cuevas, antes de que se construyera la estructura del monasterio tal como existe ahora, es donde meditaron los santos desde el siglo XII. La pared rocosa identificada como la «cabeza de caballo» o «Hayagriva» es parte integral del entorno rocoso de las cuevas. Las cuevas se forman en dos niveles: las cuevas inferior y superior con un pasaje central secreto auto formado. La caverna central se proclama como la «caverna de una dakini que contiene colores rojos y negros y una mansión divina natural».

### Templos

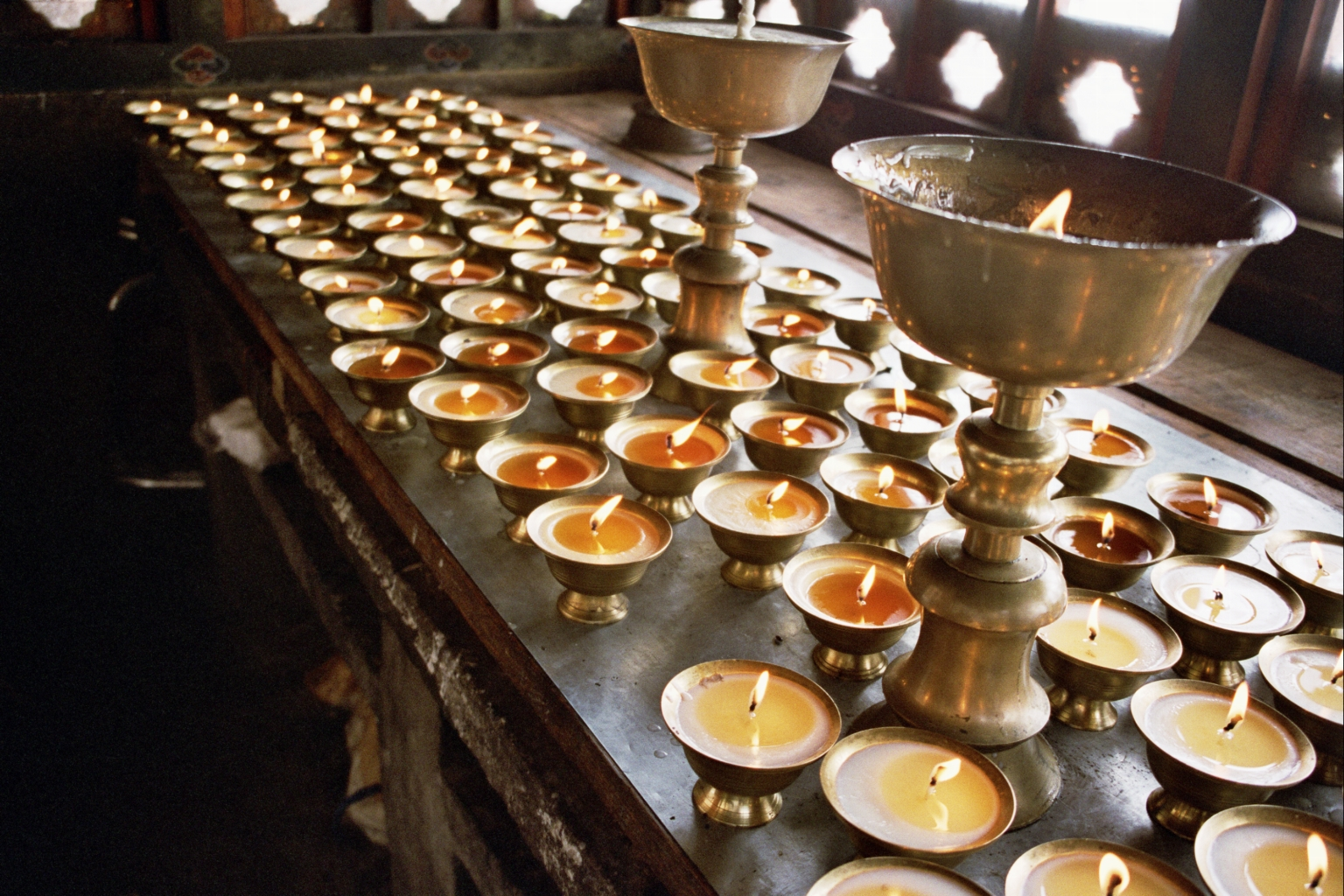
Las lámparas de mantequilla iluminan los diferentes templos que alberga la institución.

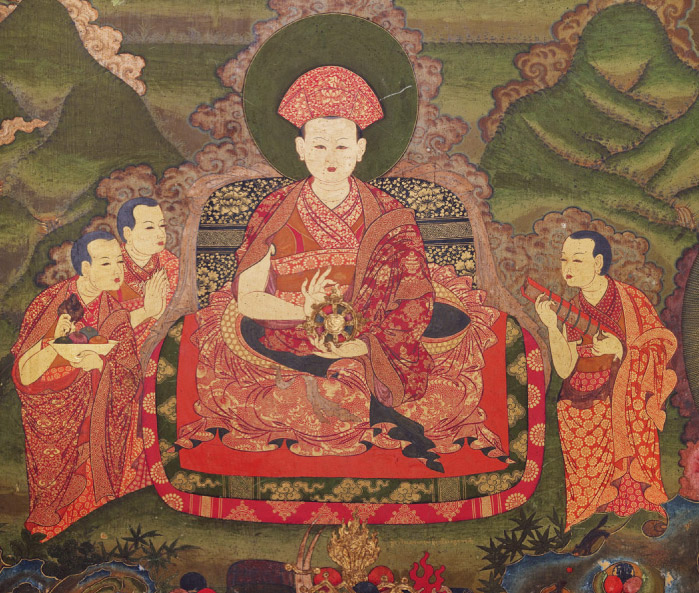
Pintura mural de Tenzin Rabgye en el monasterio.

El monasterio fue construido bajo la dirección de Gyalse Tenzin Rabgyein en un breve lapso de dos meses. La institución presenta seis templos, a saber, los lhakhang Trulku , Longku, Choeku, Guru, Namsey y el Gonkhang (capilla interior dedicada a una deidad).
En el templo de Trulku la deidad principal es un Buda realizado en oro y cobre. La estatua de Buda mide tres veces la estatura de una persona y fue esculpida por el nepalés Panchen Deva. Flanqueando la deidad principal hay un Buda Dipankara de arcilla fundido en metales medicinales y una estatua de Maitreya. Otros objetos de veneración en el monasterio son una piedra con una huella clara de Jetsuen Tenzinma, hija de Ngawang Tenzin, impresiones en piedra de caballos, cabras y ovejas y una llave de oro en forma de cabeza de caballo descubierta por Ngawang Tenzin. Otro templo contiguo, el Gonkhang, está dedicado a Mahakala de cuatro manos (Pel Yeshey Gonpo, la deidad protectora) que sostiene una calavera en una mano; se dice que el cráneo es del rey tibetano Thrisong Detsan.
En el segundo piso, la estatua de Avalokiteshvara, el Buda de la compasión, de oro y cobre, está instalada en el lhakhang Longku. También se ven en este piso el templo del gurú Rinpoche y el palacio Namse. En el templo Namsey se deifica la estatua de Namsey (Vaisravana, el dios de la riqueza).
En el tercer piso, hay templos de Dharmakaya y una estatua de oro y cobre de Buda Amitayus (hecha por Panchen Deva). La imagen de Buda está flanqueada por una estatua del Shabdrung Ngawang Namgyal y una figura de arcilla de tamaño natural, hecha con metales medicinales, de Gyalse Tenzin Rabgye. El dormitorio de Gyalse Tenzin Rabgye se encuentra a la derecha de los templos. En el centro de esta sala hay una imagen del gurú Rinpoche (que apareció en la visión de Tenzin Rabgye). Los tres pisos del monasterio albergan diferentes pinturas murales.

## Festivales
El Yarney (Yar significa «verano» y Ney significa «quedarse») representa el tiempo de retiro de verano de los monjes y es un importante festival anual que se lleva a cabo en este monasterio. Iniciado desde 1967, el festival comienza el día 15 del sexto mes del calendario de Bután y concluye el día 30 del séptimo mes, que corresponde al mes de agosto o septiembre en el calendario gregoriano. Durante este período, que dura un mes y medio, los monjes siguen votos especiales y las disciplinas monásticas más estrictas. Los monjes usan túnicas ceremoniales amarillas, realizan elaborados cánticos de oraciones antes y después de comer, desisten de tomar la comida de la tarde, no salen de los recintos del monasterio, y no participan en cualquier tipo de entretenimiento durante las vacaciones; se considera que tales observancias acumulan grandes méritos. Durante este período, la gente común hace ofrendas de comida a los monjes.